# Ege Dolphins 2019
Questa voce raccoglie le informazioni riguardanti gli Ege Dolphins nelle competizioni ufficiali della stagione 2019.

## 2. Lig 2019

### Stagione regolare
| 20 aprile 2019, ore 13:00 | Ege Dolphins | 18 – 0 | Kocaeli Sharks |  |

| Smirne 5 maggio 2019, ore 13:00 | Ege Dolphins | 0 – 14 | Bandırma Jets | Kemalpaşa Armutlu Sahası |

| Istanbul 2 giugno 2019, ore 12:00 | Yeditepe Eagles | 78 – 0 | Ege Dolphins | Marmara BESYO Sahası |

| 8-9 giugno 2019 | İzmir Halcyons | 58 – 0 | Ege Dolphins |  |

## Statistiche di squadra
| Competizione      | %Vittorie | In casa | In casa | In casa | In casa | In casa | In casa | In trasferta | In trasferta | In trasferta | In trasferta | In trasferta | In trasferta | Totale | Totale | Totale | Totale | Totale | Totale |
| Competizione      | %Vittorie | G       | V       | N       | P       | Pf      | Ps      | G            | V            | N            | P            | Pf           | Ps           | G      | V      | N      | P      | Pf     | Ps     |
| ----------------- | --------- | ------- | ------- | ------- | ------- | ------- | ------- | ------------ | ------------ | ------------ | ------------ | ------------ | ------------ | ------ | ------ | ------ | ------ | ------ | ------ |
| Stagione regolare | .250      | 2       | 1       | 0       | 1       | 18      | 14      | 2            | 0            | 0            | 2            | 0            | 136          | 4      | 1      | 0      | 3      | 18     | 150    |
| Totale            | .250      | 2       | 1       | 0       | 1       | 18      | 14      | 2            | 0            | 0            | 2            | 0            | 136          | 4      | 1      | 0      | 3      | 18     | 150    |